# Arboletes
Arboletes ist eine Gemeinde (Municipio) im Departamento Antioquia in Kolumbien an der Karibik.

## Geographie
Arboletes liegt im Nordwesten Antioquias, in der Subregion Urabá, auf einer Höhe von 4 m ü. NN, 462 km von Medellín entfernt, zwischen Karibik und der Serranía de Abibe, einem Ausläufer der Anden. Die Gemeinde grenzt im Norden an die Karibik, im Osten an Los Córdobas, Canalete und Montería im Departamento de Córdoba, im Süden an San Pedro de Urabá und Turbo und im Westen an Necoclí und San Juan de Urabá.

## Bevölkerung
Die Gemeinde Arboletes hat 31.462 Einwohner, von denen 11.690 im städtischen Teil (cabecera municipal) der Gemeinde leben (Stand: 2022).

## Geschichte
Die Geschichte des heutigen Arboletes begann zu Beginn des 20. Jahrhunderts als Caserío (Gehöft). Der Ort wurde 1920 zu einem Corregimiento von Turbo. Zwischen 1920 und 1940 war die Region geprägt von Migration aus anderen Regionen der kolumbianischen Karibikküste. Seit 1958 hat Arboletes den Status einer Gemeinde.

## Wirtschaft
Der wichtigsten Wirtschaftszweig von Arboletes ist seit Mitte des 20. Jahrhunderts die Rinderproduktion, die die vorher vorherrschende Landwirtschaft verdrängt hat. Heute geht der Trend hin zur Urbanisierung und es gibt eine Verlagerung zum Dienstleistungssektor und zum Tourismus.

## Söhne und Töchter der Stadt
- Francisco Cassiani (* 1968), Fußballspieler
- Beibis Mendoza (* 1974), Boxer